# Chiriguano Bay
Die Chiriguano Bay (spanisch Bahía Chiriguano; in Chile Bahía Wilson) ist eine Bucht am südlichen Ende der Brabant-Insel im Palmer-Archipel westlich der Antarktischen Halbinsel. Sie liegt nordöstlich des Strath Point.
Teilnehmer einer von 1948 bis 1949 dauernden argentinischen Antarktisexpedition nahmen Vermessungen vor und benannten die Bucht. Namensgeber ist der Schlepper Chiriguano, eines der Schiffe bei dieser Forschungsreise. Das UK Antarctic Place-Names Committee übertrug am 15. Dezember 1982 diese Benennung aus dem Spanischen ins Englische. Namensgeber der chilenischen Benennung ist Fregattenkapitän Víctor Wilson Amenábar, Schiffsführer der Iquique bei der 7. Chilenischen Antarktisexpedition (1952–1953).